# Coleophora alashiae
Coleophora alashiae é uma espécie de mariposa do gênero Coleophora pertencente à família Coleophoridae.